# 水西双塔
30°41′48″N 118°23′16″E / 30.69667°N 118.38778°E
水西双塔位于中国安徽省泾县城西2千米的水西白云山东南麓，地处青弋江西侧，有大观塔和小方塔两座楼阁式砖塔，2001年被列为第五批全国重点文物保护单位。
大观塔又称崇宁塔，建于北宋大观二年（1108年），外观七层，内为十二层，高45米，底层与二层平面呈正方形，边长12米，三层以上为八边形。
小方塔又称绍兴塔，建于南宋绍兴三十一年（1161年），高21.3米，七层，平面呈正方形，边长3.2米。